# Эцтальские Альпы
Эцта́льские Альпы (нем. Ötztaler Alpen) — горная цепь в Центральных Восточных Альпах. Высшая точка — гора Вильдшпитце (3768 м), вторая по высоте в Австрии.

## География
По массиву проходит граница между Австрией и Италией — северная и центральная части находятся на территории Австрии, южная принадлежит Италии. На западе гряда ограничена долинами рек Инн и Адидже и соединяющим эти долины перевалом Резия. На востоке Эцтальские Альпы отделены от Штубайских Альп долинами рек Эцталер-Ахе (правый приток реки Инн) и Пассирио (левый приток реки Адидже), которые соединены перевалом Тиммельсйох (Ромбо). С юга Эцтальские Альпы ограничены долиной реки Адидже, на севере — долиной реки Инн.
Долины рек (притоков рек Инн и Адидже) делят Эцтальские Альпы на несколько хребтов и массивов. На западе находятся невысокие горы Нодерс и горы Планолес. На севере расположены три хребта (с запада на восток) Глоктурмкамм, Каунерграт и Гейденкамм. На юге находятся массивы Сандуркамм и Тексель. В центре расположены массивы Вайскамм и главная гряда — здесь сосредоточены наиболее высокие вершины и самые крупные ледники Эцтальских Альп.
В сентябре 1991 года на одном из местных ледников был найден вытаявший изо льда Эци — охотник медного века, пролежавший во льду около 5 тысяч лет.